# Carretera de Nebraska 109
La Carretera de Nebraska 109, y abreviada NE 109 (en inglés: Nebraska Highway 109) es una carretera estatal estadounidense ubicada en el estado de Nebraska. La carretera inicia en el Sur desde la US 77  , NE 92  en Wahoo hacia el Norte en la US 77  sur de Fremont. La carretera tiene una longitud de 25,9 km (16.08 mi).

## Mantenimiento
Al igual que las autopistas interestatales, y las rutas federales y el resto de carreteras estatales, la Carretera de Nebraska 109 es administrada y mantenida por el Departamento de Carreteras de Nebraska por sus siglas en inglés NDOR.